# Trude von Molo
Trude von Molo, née le 22 décembre 1906 à Vienne et morte le 27 novembre 1989 dans le 8e arrondissement de Paris, est une actrice autrichienne.

## Biographie
Trude von Molo est la fille de l'écrivain Walter von Molo et la sœur jumelle de Conrad von Molo. Elle grandit à Berlin. Elle suit une formation artistique auprès de Mary Wigman notamment et joue sur diverses scènes berlinoises. Elle est surtout connue en 1931 pour son rôle principal dans le film Der Raub der Mona Lisa, une comédie policière à succès.
Trude von Molo est brièvement la compagne du réalisateur Kurt Bernhardt. Elle rencontre à Paris Robert de Ribon qui deviendra son mari. Après avoir négocié un contrat à Rome, elle met fin à sa carrière d'actrice en 1934. En 1936, Robert de Ribon part à Barcelone où Trude le suit. La même année, Trude donnera naissance à leur fille Lolita à Madrid. La famille décide de retourner à Barcelone pour prendre le dernier bateau à destination de Buenos Aires où réside la mère de Robert de Ribon. Après la libération de Paris, la famille décide en 1947 de retourner en France. Ils s'installent dans la capitale et passent certains week-ends dans le château de Corbilly, à Arthon, dans l'Indre, appartenant au père de Robert de Ribon. Cette résidence devient principale en 1953. Elle se consacre alors à la peinture. Elle devient veuve en 1969 et quitte le château pour revenir à Paris.
En 1987, elle reçoit le Filmband in Gold (de) pour son œuvre dans le cinéma allemand. Le prix est réceptionné par son frère jumeau en son absence.

## Filmographie
- 1930 : Ludwig der Zweite, König von Bayern : Kaiserin Elisabeth 'Sissi' von Österreich
- 1931 : Der Mann, der den Mord beging : Lady Falkland
- 1931 : Der Raub der Mona Lisa : Mathilde, Stubenmädchen
- 1931 : Jeunes gens sous l'uniforme (Kadetten) : Helene von Seddin, seine Frau (du général)
- 1932 : Le Sergent X ou (Le Désert) de Vladimir Strizhevsky : Olga
- 1932 : Der weiße Dämon : Dora Lind
- 1932 : Le Front invisible : Ellen Lange
- 1933 : Der Läufer von Marathon : Evelyne Barrada
- 1933 : Alle machen mit